# Ritzau Fokus
Ritzau Fokus er et dansk nyhedsbureau ejet af Ritzaus Bureau. Ritzau Fokus hed tidligere Newspaq, men skiftede navn i 2016.
Ritzau Fokus leverer redaktionelt indhold i form af både tekst, lyd og billeder til en række hjemmesider, aviser, tv-stationer og radiostationer. 
Blandt Ritzau Fokus' kunder er Avisen.dk, MSN, Ekstra Bladet, Jyllands-Posten, MetroXpress, Newsbreak.dk og Berlingske, Radio Nova og BT. ,
Bureauets administrerende direktør er Anders Lind Jørgensen. Bestyrelsesformand er Ritzaus administrerende direktør Lars Vesterløkke.
Redaktionen ligger på Store Kongensgade sammen med Ritzaus Bureau i indre København og beskæftiger cirka 10 medarbejdere. 

## Historie
Nyhedsbureauet Newspaq udsprang af selskabet Infopaq. Newspaq var Infopaqs netavis og en overgang Danmarks mest læste. Da dagbladene tog konkurrencen op, opgav Infopaq at drive netavis, og Newspaq blev taget ud af Infopaq og udviklet til et nyhedsbureau, der også drev netavisen og medienyhedstjenesten MediaWatch.dk.
I 2007 købte A-pressen Newspaq og fusionerede det med sine egne arbejdsmarkedsnyhedstjenester Netredaktionen og NyhedsXpressen.
I 2012 blev Newspaq købt af konkurrenten Ritzaus Bureau. Newspaq vil fortsat eksistere som en selvstændig virksomhed men med særligt fokus på visse stofområder samt på radio.
I 2016 skiftede Newspaq navn til Ritzau Fokus.

## Forbrugerjournalistik
Ritzau Fokus leverer en forbrugerjournalistisk artikeltjeneste kaldet "penge, forbrug og sundhed" til en lang række danske netaviser og trykte aviser.

## Kultur
Newspaq overtog i sommeren 2013 Ritzaus Bureaus underholdningstjeneste og de eksisterende kunder. Newspaqs underholdningsredaktion leverer dagligt underholdningsnyheder fra ind- og udland. Siden tjenesten blev overtaget fra Ritzaus Bureau er der kommet flere nye kunder til - blandt andet BT, Nordjyske Medier, Kendte.dk, Avisen.dk og Ekstra Bladet.

## Specialproduktioner
Ritzau Fokus leverer specialtjenester til flere medier - blandt andet indhold til mediernes digitale betalingstjenester. 

## Radio
Newspaq havde en lang historie med radioproduktion. Denne radioproduktion er fortsat i Ritzau Fokus.